# Aladin - Il musical
Aladin - Il musical è la prima opera solista di Stefano D'Orazio, pubblicata nel 2010.
A seguito della fuoriuscita dai Pooh, gruppo del quale è stato batterista, paroliere e cantante dal 1971 al 2009, Stefano D'Orazio decide di dedicarsi alla scrittura dei musical, forte anche dell'esperienza avvenuta con il gruppo qualche anno prima, quando realizzarono il musical Pinocchio.
Per questo progetto Stefano D'Orazio si avvale delle musiche dei suoi ex colleghi. Dal musical è stato tratto anche un album discografico.

## Trama
La trama è la classica storia di Aladino e la lampada meravigliosa, ma si possono notare molti elementi provenienti dall'adattamento Disney, quali i nomi e l'andatura degli eventi.

### Primo atto
Il narratore giunge in ritardo sul palco e, per farsi perdonare dal pubblico, racconta a loro una storia basandosi su una lampada a olio nella sua valigia.
Nell'antica Baghdad, regna un pigro e distratto sultano e la sua bella figlia Jasmine, stufa della vita di palazzo e dei numerosi pretendenti alla sua mano che lei rifiuta quotidianamente. Con l'aiuto della cortigiana Shadia, Jasmine esce da palazzo travestita da una normale paesana e visita il mercato dove le due donne incappano in due ladruncoli dal cuore d'oro di nome Aladin e Abù. Tra Jasmine e Aladin è amore a prima vista, ma subito dopo giungono le guardie che riescono ad acciuffare il ragazzo e lo rinchiudono in cella. Jasmine prova a chiedere la grazia chiedendo al visir reale Jafar di liberarlo, definendolo "un'anima pura". Tale descrizione fa sussultare il visir: Jafar e il suo assistente Jago, intenzionati a impossessarsi del trono, hanno saputo di una lampada magica situata in una grotta dove solo le "anime pure" possono esplorarla illesi. Jafar mente dicendo che Aladin è già stato decapitato, ma quella sera, il visir e il suo assistente offrono al prigioniero la libertà in cambio della sua collaborazione. Abù si unisce al gruppo dietro richiesta di Aladin.
Dopo due giorni e notti di cammino, il quartetto giunge alla grotta delle meraviglie e Aladin e Abù si calano dentro, mentre Jafar ordina a Jago di attendere il suo segnale per lasciare dentro la cava i due fessacchiotti. Recuperata la lampada, Jafar chiede di vederla prima di tirarli su, ma Jago, fraintendo le parole del capo, taglia la corda e fa cadere i due nel profondo della caverna. Jafar e Jago tornano mestamente a casa, mentre Aladin, ravanando la lampada dalla rabbia per i guai causati, libera accidentalmente il Genio al suo interno. Questi, dopo una colorata e esagerata presentazione, spiega che Aladin può ora esprimere tre desideri e lui glieli esaudirà. Aladin, scettico, domanda al genio se è in grado di farli uscire e, in un battibaleno, i tre sono fuori dalla grotta a bordo di un tappeto volante.
Al palazzo, Jago offre una soluzione alternativa per usurpare il sultano: facendo uso del sigillo reale che ha anzitempo rubato, i due possono scrivere una legge a loro favore e siglarlo per farlo sembrare autentico. Jafar, quindi, scrive che semmai la principessa non avesse scelto un marito entro il suo diciottesimo compleanno, il visir reale dovrà quindi sposarla. Il sultano casca nel trucco, ma non volendo spaventare la figlia davanti a questa prospettiva, decide di tacere sul fatto. Aladin, Abù e Genio giungono in un'oasi dove Aladin, dopo aver fatto notare che non ha esplicitamente espresso un desiderio, dichiara di averli ancora tutti e tre. Genio è furibondo, ma dopo che Aladin gli promette che userà il suo ultimo desiderio per egli, donandogli così la tanto agognata libertà, Genio accetta di aiutarlo a conquistare Jasmine. Aladin quindi esprime di poter essere un principe a tutti gli effetti.

### Secondo atto
Il Principe Alì giunge a Baghdad con la sua corte per chiedere la mano di Jasmine, ma tra le balle del Genio e le esagerate storie finte di Abù, Jasmine vede in Aladin un principe sciatto e menefreghista e lo manda via. All'accampamento, Aladin e Abù ricevono la visita di Shadia che, avendoli riconosciuti e credendo stiano scherzando, li mette in guardia di non rovinare ulteriormente l'umore a Jasmine. Aladin, quindi, decide di far visita a Jasmine e dirle la verità, affidando la lampada all'amico. Aladin (il tutto senza riuscire a dirle della sua vera identità) si fa perdonare da Jasmine e la porta per una romantica gita a bordo del tappeto volante. Jasmine si innamora del Principe Alì e decide di sposarlo.
Quando la principessa si ritira nelle sue stanze e Aladin fa per uscire, Jafar lo fa arrestare, avendolo riconosciuto: Jafar intuisce che la lampada sia il motivo dietro questa messinscena, ma non trovandola, decide di continuare con il piano della finta legge, rivelando ad Aladin di come riuscirà a sposare Jasmine. Ignaro a tutti, il servitore del Sultano, Andalù, ode la conversazione. Aladin viene ingabbiato e Abù, preoccupato, lo va a cercare, incappando in Shadia con cui ha un'accesa discussione che, inavvertitamente, li fa innamorare l'uno dell'altro. Abù trova Aladin nelle prigioni e gli passa la lampada, con cui chiede di essere liberato dalla cella.
La mattina dopo, è il compleanno di Jasmine e il sultano le rivela della legge trovata da Jafar, ma Jasmine non è scossa, siccome ha deciso di sposare Alì. Mentre Jafar le rivela che il suo principe è "scappato per non tornare più", Aladin compare e, assieme ad Abù e Andalù, rivela il piano di Jafar. Il visir e Jago vengono arrestati, ma avendo visto la lampada nella tasca di Aladin, i due si avventano su di lui e, dopo una rocambolesca lotta, Jafar prende la lampada e ordina al Genio di renderlo Sultano (mentre Jago diventa il nuovo visir) e di far apparire i tesori della Grotta delle Meraviglie. Mentre le guardie tengono a freno tutti gli altri presenti su ordine del nuovo sultano, Jafar si appresta a esprimere il suo ultimo desiderio: far innamorare Jasmine di lui. Genio non fa in tempo a spiegargli che non può manipolare direttamente con l'amore della gente, che Aladin enuncia che Jafar sta sprecando i suoi desideri senza ragionarci: sta scegliendo l'amore di una "povera e stupida ragazza" invece che il potere assoluto. Jafar, quindi, ordina al Genio di trasformarlo in un Jinn e, a sua insaputa, si ritrova intrappolato in una lampada. Tutto torna alla normalità, mentre Aladin si scusa con Jasmine di averla ingannata e libera, come promesso, il Genio. Jasmin sposa Aladin, Abù si mette con Shadia, Jago diventa il servitore di Andulù e Genio se ne va in giro per il mondo godendosi la sua libertà, rivelando di essere il narratore di inizio storia.

## Cast
| Personaggi | Cast 2010/2011      | Cast 2011/2012        | Cast 2024/2025       |
| ---------- | ------------------- | --------------------- | -------------------- |
| Aladin     | Manuel Frattini     | Flavio Montrucchio    | Eugenio Grandi       |
| Genio      | Roberto Ciufoli     | Stefano Masciarelli   | Max Laudadio         |
| Jasmine    | Valentina Spalletta | Valentina Gullace     | Angela Ranica        |
| Jafar      | Simone Sibillano    | Simone Sibillano      | Alessandro Gaglio    |
| Shadia     | Silvia Di Stefano   | Gabriella Zanchi      | Sofia Radicioni      |
| Jago       | Andrea Spina        | Pierpaolo Lopatriello | Alessandro Casaletto |
| Abù        | Alex Mastromarino   | Alex Mastromarino     | Federico Della Sala  |
| Sultano    | Antonio Romano      | Maurizio Palladino    | Lorenzo Pozzaglia    |
| Andalù     | Maurizio Semeraro   | Francesco Venezia     | Michele Rossano      |
| Lunatica   | Claudia Campolongo  | Glaucia Paola Virdone | Serena Riccardi      |

## Team Creativo
- EDIZIONE 2010-2012
- Scritto da: Stefano D'Orazio
- Musiche: I Pooh (Roby Facchinetti, Dodi Battaglia, Red Canzian)
- Liriche: Stefano D'Orazio
- Direzione musicale e adattamenti musicali: Giovanni Maria Lori
- Scene: Aldo De Lorenzo
- Costumi: Sabrina Chiocchio
- Regia e coreografie: Fabrizio Angelini
- In collaborazione con Gianfranco Vergoni
- Effetti Speciali e Laser: Filippo Scortichini
- Direzione musicale e adattamenti musicali: Giovanni Maria Lori
- Assistente direzione musicale: Antonio Torella
- Arrangiamenti: Marcello De Toffoli, Danilo Ballo, Giovanni Maria Lori, Franco Poggiali
- Sound engineer & designer: Sabino Cannone
- Voci registrate da Sabino Cannone
- Additional recordings: Andrea Rizzardo, Marcello De Toffoli, Mattia Panzarini
- Mix: Sabino Cannone
- Vocal coach: Francesco Lori
- Registrato e mixato presso "Effetto Note" studio, Milano
- Mastered by Claudio Giussani, Nautilius Mastering Milano
- Fotografie: Federico Riva
- Grafica: Flora Sala per Anastasia
- Trucco: Beatrice Penagini
- Collaborazione al progetto: Maurizio Anastasi per Idea srl (produzione musicale Milano)
- Produzione: Nausicaa

EDIZIONE 2024-2025
- Scritto da: Stefano D'Orazio
- Musiche: I Pooh (Roby Facchinetti, Dodi Battaglia, Red Canzian)
- Liriche: Stefano D'Orazio
- Produzione Lu.Da Produzioni srl
- Regia e Direzione Artistica: Luca Cattaneo
- Coreografie: Ilenia De Rosa
- Direzione Musicale: Enrico Galimberti
- Direzione Tecnica e Scenografie: Fabrizio Cattaneo
- Effetti Speciali ed Illusioni: Antonio Casanova
- Attrezzeria: Fabrizio Cattaneo, Giuseppe Foresti, Sabrina Fanetti
- Costumi: Lura David
- Disegno Fonico: Marco Fedrigolli
- Disegno Luci: Mattia Paitoni, Mattia Osello
- Trucco e Acconciature: Benedicta Bosco
- Fotografia: Giulia Marangoni
- Video: Patrick Montani
- Grafica: Clara Malimpensa
- Ufficio Stampa e Comunicazione: Stefania Scarpetta, Elena Simoncini

## Canzoni
1. Noi siamo principi (Canzian - D'Orazio)
2. Soltanto donna, solamente mia (Canzian - D'Orazio)
3. Sono vivo (Canzian - D'Orazio)
4. Sono stufo (Canzian - D'Orazio)
5. Un amore non si può buttare via (Facchinetti - D'Orazio)
6. La mappa (Facchinetti - D'Orazio)
7. Sono un genio (Canzian - D'Orazio)
8. Pessimo (Canzian - D'Orazio)
9. Per fare un principe (Canzian - D'Orazio)
10. Viva Alì (Facchinetti - D'Orazio)
11. Io ci sarò (Battaglia - D'Orazio)
12. Occhio!!! (Battaglia - D'Orazio)
13. Volo (Facchinetti - D'Orazio)
14. Niente di niente (Facchinetti - D'Orazio)
15. Colpevole (Canzian - D'Orazio)
16. La vita è vivere (Facchinetti - D'Orazio)
17. Viva Aladin (Facchinetti - D'Orazio)
18. Medley (Facchinetti - Canzian - Battaglia - D'Orazio)